# خاچ‌کند
خاچ‌کند (ترکی آذربایجانی: Xaçkənd) یک منطقهٔ مسکونی در جمهوری آرتساخ است که در استان شاهومیان واقع شده‌است.